# Славянка
Вижте пояснителната страница за други значения на Славянка.
Славянка (до 23 ноември 1951 година: Алиботуш, на гръцки: Όρβηλος, Орвилос) е планина в Югозападна България и Северна Гърция и е част от Рило-Родопския масив.

## Славянка в историята
Традиционното име на планината е Алиботуш. В миналото изследователи и пътешественици са я възприемали като част от Пирин планина ведно с цялата група планински възвишения, разположени между Парилската седловина и Бяло море. Съвременните научни схващания за границите на Пирин са относително нови и датират едва от началото на XX век.
В края на XIX и началото на XX век планината е арена на българските освободителни борби в Македония. В нея намират убежище четите на ВМОРО начело с войводите Гоце Делчев, Яне Сандански, Дядо Илия Кърчовалията, Атанас Тешовалията и други. Комитските премеждия в Алиботуш са живо описани от перото на поета Пейо Яворов в неговите „Хайдушки копнения“.

## Име
Според Йордан Иванов името Алиботуш има старобългарски или кумано-печенежки произход и е образувано от личното име Либота с наставка -уш като протеза на а на гръцка почва (както Драгуш от Драгота).
Съществува легенда, че името Алиботуш идва от подвига на местния хайдушки войвода Илия, наричан от османските нашественици Али Страшникът. Когато го залавят, Селим паша му поставя условие, че ще пощади живота му и ще го освободи, ако изкачи най-високия връх на планината с ботуши, пълни с гореща вряла смола. Илия успява с последни усилия да се изкачи на върха, където пада и умира. В негова чест върхът и планината са наречени „Алиботуш“.
През 1933 година естествоизпитателят Александър Дряновски предлага планината да се нарича Китка поради богатството на флората ѝ.
Сегашното име на планината Славянка е определено с държавен указ през 1951 година при серия преименувания на географски обекти в страната. Част от местното население продължава да използва името Алиботуш, което днес носи резерватът, обхващащ голяма част от българската територия на планината.
В Гърция планината е известна с името Орвилос, вариант на античното Орбелос – име, с което античните автори като Страбон неопределено споменават днешните Пирин, Боздаг, Славянка, и Беласица.

## Географска характеристика

### Географско положение, граници, големина
Планината е разположена на юг от Пирин, с която се свързва чрез Парилската седловина (1170 m). Със своето западно-източно простиране тя силно контрастира на меридионално разположения пирински масив. Дълга е около 20 km и широка 10 – 12 km. На югозапад чрез седловината Кали на 865 m н.в. се свързва с по-ниската Сенгелска планина, а на изток чрез седловината Пъдарчовица (Панаирска ливада, 720 m н.в.), южно от село Нова Ловча – с планината Стъргач. На юг, на гръцка територия, чрез седловината Бели пресеки (Πρεσέκι) на 1189 m н.в. се свързва с планините Черна гора и Шарлия. На северозапад склоновете ѝ се спускат към Санданско-Петричката котловина, а на юг – към Крушевската котловина в Гърция.
По билото на Славянка между гранични пирамиди от № 68 до № 113 минава държавната граница между България и Гърция, като по-голямата част от планината се намира на българска територия. Най-високата ѝ точка е Гоцев връх (старо име Алиботуш, 2212,6 m), разположен на самата граница между гранични пирамиди с № 99 и № 100. Изкачването до върха от гръцка страна може да стане от село Каракьой (Катафито, 760 m) за около 3:30 часа или от точка на пътя (1200 m) от Крушево (Ахладохори) на север към България за около 2:30 часа. Други известни върхове са Шабран (2195,3 m), Голям Царев връх (2183,2 m), Малък Царев връх, Егюптин (Гюптин) (1362 m).
Южната част на планината в Гърция е обявена в 1997 година за място с особена природна красота. Също така планината е включена в мрежата на защитени зони Натура 2000 (1260005).
| Българско име       | Гръцко име                                                    | Височина                  | Местоположение                                                                    |
| ------------------- | ------------------------------------------------------------- | ------------------------- | --------------------------------------------------------------------------------- |
| Гоцев връх          | Τσολιάς, Αλή Μπουτούς, Αλή Μποτούς                            | 2213 m                    | между пирамиди № 99 и № 100                                                       |
| Шабран              | Σαμπράν Βράχος                                                | 2196 m                    | пирамида № 98                                                                     |
| Голям Царев връх    |                                                               | 2183 m                    | ЮЗ от Парил                                                                       |
| Артлиж              | Μεσοκόρφι                                                     | 1345 m                    | пирамида № 89                                                                     |
| Божкови ниви        | Πετρωτό, Μποσκοβενίβι                                         | 1348 m                    |                                                                                   |
| Волага, Волак Рамен | Λυκότοπος, Ραμένι, Ραμέν, Βόλακ Ραμάνι                        | 1287 m                    | И от Сенгелово (Ангистро), ИЮИ от Лехово (Красохори) и С от Крушево (Ахладохори)  |
| Голем връх          | Μεγάλη Ράχη                                                   | 1600 m – 1400 m           | ССИ от Каракьой (Катафито)                                                        |
| Егюптин, Гюптин     |                                                               | 1362 m                    | ИЮИ от Лехово                                                                     |
| Каменик Чукар       | Πετροκόρφι, Καμινίρ Τσουκάρ, Κάμενικ Τσουκάρ                  | 1538 m                    | СИ от Кърчово (Каридохори)                                                        |
| Камила              | Καμήλα                                                        | 1780 m, колонка на 1761 m | СИ от Каракьой (Катафито)                                                         |
| Койнар              |                                                               | 1649 m                    | Ю от Парил                                                                        |
| Кръста              | Ψωριάρικο, Κριάστα Μάντρα/Μάνδρα, Κουκού Νταλά, Κράστα        | 1600 m – 1300 m           | ССИ от Крушево (Ахладохори)                                                       |
| Кърчовски връх      | Βράχος, Βράχος Κιρτσόβου                                      | 1011 m                    | С от Кърчово (Каридохори)                                                         |
| Липа                | Λίπα, Λύπα                                                    | 1501 m                    | пирамида № 90                                                                     |
| Малък връх          | Μικρή Ράχη                                                    | 1700 m – 1500 m           | ССИ от Каракьой (Катафито)                                                        |
| Малък Царев връх    |                                                               | 2087 m                    | ЮЗ от Парил                                                                       |
| Мура                | Τριγωνικό, Νταρίτσα, Μπούρα Ντρίσα, Τρίσλα, Μπούρα, Γκολέσοβο | 1890 m                    | ИСИ от Каракьой (Катафито)                                                        |
| Полювир             | Πηγή, Πολιουβίρι, Πολιού Βιρ                                  | 1600 m – 1500 m           | ССИ от Крушево (Ахладохори)                                                       |
| Пожара              |                                                               | 1303 m                    | И от Голешово                                                                     |
| Пресек              | Πρεσέκ, Αλή Μπουτούς, Αλή Μποτούς, Λόφτσα                     | 2173 m                    | пирамида № 102                                                                    |
| Пресечена бърчина   | Άκορφο, Πρισιτσέκα Μπαρτσίνα                                  | 2000 m – 1600 m           | ССИ от Крушево (Ахладохори)                                                       |
| Рамен, Усика        | Οξειλά, Ραμάνι, Ραμάν, Ουσίκα                                 | 1160 m                    | ИЮИ от Сенгелово (Ангистро), ЮИ от Лехово (Красохори) и С от Крушево (Ахладохори) |
| Рамян, Рамен, Осоя  | Δρεπανοειδές, Δρεπανοειδής, Οσόγια                            | 1193 m                    | ЮИ от Сенгелово (Ангистро), СЗ от Крушево (Ахладохори)                            |
| Свелица, Свелчица   | Πανόραμα, Σβέλτσιτσα, Σβέλιτσα                                | 1337 m                    | СИ от Каракьой (Катафито)                                                         |
| Свети Константин    |                                                               | 1455 m                    | Ю от Парил                                                                        |
| Свети Константин    | Άγιος Κωνσταντίνος                                            | 1060 m                    | С от Каракьой (Катафито)                                                          |
| Свети Константин    | Άγιος Κωνσταντίνος                                            | 880 m                     | И от Сенгелово (Ангистро)                                                         |
| Спаневица           | Σπανοβίτσα                                                    | 1650 m – 1435 m           | между пирамиди № 92 и № 93                                                        |
| Чукар               | Κορυφή, Τσουκάρ                                               | 940 m                     | С от Кърчово (Каридохори)                                                         |

### Геоложки строеж, геоморфоложки особености
Славянка представлява обособена хорстова планина. Изградена е главно от масивни и ивичести мрамори, покриващи южните части на дълбоко разположена гранитна ядка (Тешовски плутон). Рядко се срещат тънки прослоки от шисти и калкошисти. Мраморите са част от най-долната тектонска единица от алпийската навлачна постройка на Рило-Родопския масив.
Геоморфоложките форми в планината са разнообразни. Със своя карстов строеж тя привлича пещерняците. В нея има повече от 30 пещери, като Ванковица или Рупата край село Парил, Комарница при Голешово, Егюптен дупка край Петрово и други. Най-известна е историческата пещера Капе над село Крушево, днес на гръцка територия. 

### Полезни изкопаеми

#### В миналото
Славянка е част от стар рударски район от времената на Македонското царство, Римската и Османската империи. По южните склонове на планината в района на Кали, Рамян, Липа, Старо Лехово и Сенгельовско има следи от рудодобив – изоставени галерии, наричани от местното население златници или рупи от които са добивали сребро, мед и др. Единственото писмено свидетелство за рудодобив от тази епоха е грамота от 1347 г.,която  дава на светогорския манастир Велика Лавра дохода от топене на желязо в района на Трилисион (днешен Търлис). През XVI век османската админстрация поощрява заселването в границите на империята на рудари от Саксония, Трансилвания и Унгария, наричани от местното население сакси, саси, словинци или словаци. Изглежда част от тях са се заселили в Мървашко или в частност в Алиботушкото село Старо Ляхово, чието население се различава по външен вид, говор и носии от околните мърваци. За тях Васил Кънчов споменва съхранено в народната памет поверие, че идат от Полша или Германия и са се побългарили.
Покрай железодобивната индустрия селищата в залесените части на Алиботуш – Голешово, Кърчово, Каракьой и Търлис, са се занимавали с въглярство (добив на дървени въглища). В района на Голешово е имало пехци, захранвани с желязна руда от Търлис, Лъки и Гайтаниново и три самокова, първият разположен на Голешовската река под селото, вторият над селото на река Кобиля към Алиботуш и третият далеч на изток към Парилската седловина в местността Пчелина. Те спират да работят в края на XIX век. В землището на Петрово е имало две пехци, захранвани с руда от Каракьой и един самоков на Петровската река, съсобственост на селото. На юг Крушово е било едно от важните рударски села. Жителите му са се занимавали с промиване на магнетитов пясък, добит от околните планини. За добива и обработката на желязо са ползвали пет пехци и един самоков на река Белица, с който са изчуквали железни пръти. Прътите дообработвали в кузните на Горно Броди, Мелник, Сяр и др. Пехците са захранвали с въглища, докарани през Алиботуш от Голешово. Застроено върху гранитна основа, село Кърчово е имало множество рудници за промиване на магнетитов пясък и е било важен доставчик на промита желязна руда за околните села. Селото е притежавало две пехци, подхранвани с местна руда и един самоков на река Белица.  На изток през Бели пресеки, Каракьой е било важен производител и доставчик на промита желязна руда от магнетитовите пясъци в околните планини. В селото е имало 3 пехци и два, според други източници – 8 самокова по Каракьойската река. Каракьой се е славил и с много кузни. Заедно с близкото село Стара Ловча захранвали целия Солунски вилает с клинци за подкови на домашни животни. Местните жители на Стара Ловча не се занимавали с рударство, притежавали са само един самоков далеч на север по река Буровица. Основият им поминък е бил кузнарството, а селото е било известно с производството на клинци и подкови. На север в село Парил са работили два самокова и няколко пехци. Селото не се е занимавало с рударство, а се изхранвало главно от кираджилък и ханджийство. Разположен по долното течение на Каракьойската река, Търлис е бил рударски център и главен доставчик на желязна руда в Мървашко, а неговата руда – високо ценена и търсена. В селото е имало 2 пехци и 2–3 самокова.

#### В наши дни
В района на селата Петрово и Парил се намират изоставени кариери за добив на мрамор за строителни цели и производство на художествени изделия.
В северните склонове на Алиботуш над с. Парил се явява малко лимонитово месторождение. На юг над Каракьой се откриват няколко контактни метасоматични магмени месторождения от магнетит, пиротин, сфалерит и галмай.

### Климат
Според климатичното райониране на България планината попада в среднопланинската подобласт на планинската климатична област. Средиземноморското влияние обаче е изразено много силно – климатът притежава много субсредиземноморски черти. Това личи особено добре от режима на валежите, които имат есеннозимен максимум и летен минимум. Средните температури през студеното полугодие са много по-високи от средните температури за съответните надморски височини в останалите части на страната. Не е без значение и влиянието на фьона през зимата и през прохладните сезони по северните склонове на Славянка.
Средногодишната температура за най-ниските части на планината е почти 14 °C, а за най-високите – около 6 °C. Средната продължителност на периода със сравнително устойчива температура (над 10 °C) за ниските части на планината е 200 – 220 дни, а за най-високите 130 дни. Валежите са между 700 и 900 mm, а за най-високите части и над 900 mm годишно. В Славянка снежната покривка се задържа ок. 2,5 – 3 месеца, като понякога тя се формира неколкократно през зимата.

### Води
Дъждовното подхранване на реките е 25 – 30 % от общия обем на отока. Преобладава подпочвеното подхранване, докато снежното е едва 20 – 25 % спрямо общия обем. Високите части на планината са силно обезводнени поради варовиковите терени. Само на места има съвсем малки изворчета. Затова в ниските части извират големи извори, като някои са с дебит над 1000 литра в секунда. Изворът на Петровска река е с дебит около 800 – 1200 л/сек и от него черпят вода 15 села и три водноелектрически централи.

### Почви
Почвената покривка не е особено разнообразна. За нея са характерни на места средно и силно развити ерозионни процеси. Ниските части на планината са заети от канелени горски, а високите – от кафяви горски почви и на места ареали от планинско-ливадни почви. Широко са разпространени хумусно-карбонатните почви (рендзините). Те са плитки до средно дълбоки, каменисти до скелетни. Ситноземът им е богат на хумус и на общ азот. Обикновено са сухи, топли и с малка мощност на почвения профил. Те обуславят наличието на бедни до средно богати месторастения. Ниските части са подходящи за черноборови и белоборови насаждения, а местата над 1300 – 1400 м н.в. – за черномурови. Срещат се също канелено-подзолисти, а по високите части – планинско-ливадни почви.

### Растителност
Поради граничното си разположение Славянка е малко известна планина и достъпът до нея в миналото е бил силно ограничен. За сметка на това природата ѝ е девствена. В Славянка виреят повече от 1700 висши растения, което я прави уникална не само в България, но и в европейски мащаб. Флората и фауната са много богати. Изследователите определят Славянка като уникален природен кът именно заради богатството му на растителни и животински видове. Върху незначителната му площ преди разширението на резервата има над 1400 вида висши растения. Неслучайно районът на резервата се смята за един от най-важните флористични формообразувателни центрове на Балканския полуостров. Тук има повече от 20 вида български ендемични растения, като 5 от тях не се срещат никъде другаде в страната. Най-широко разпространеният дървесен вид е черен бор (Pinus nigra), който заема ниските части на резервата. Над него се е настанила черна мура (Pinus leucodermis), чиято горна граница минава на 1800 м н.в. Тук се намира най-голямото находище на черна мура на Балканите, която е основната причина за обявяването ѝ за резерват. Възрастта на горите от черна мура е 60 – 120 г., като отделни насаждения са над 200 г., а някои дървета достигат и до 400 години. Височината на тези дървета е над 30 m. В ниските части на резервата има бук (Faagus silvatika), обикновен воден габър (Ostrya carpinifolia), докато в горните може да се види бяла мура. Обикновено бук и ела (Abies alba) се срещат на сенчести и по-богати место растения, докато най-бедните места са заети от черната мура. Интересно е наличието на тис (Taxus baccata).
Още по-интересна и разнообразна е тревната растителност. Богатството на тревни видове е обусловено от благоприятните почвени и климатични условия. От особено значение е карстовият терен, който е един своеобразен оазис за южни и топлолюбиви видове.
От ендемитите заслужава да се споменат борисовата ела (Abies borisi–regis) и кошаниновото вълче лико (Daphne kosanini), което е терциерен реликт и балкански ендемит. То се среща и на други места в Югозападна България, както и от Боздаг планина до планините в Албания. В Славянка расте между 1000 и 1800 м н.в.
От защитените растения трябва да се отбележат венериният косъм (Adianthum capilus-veneris), дряновската кандилка (Fritillaria drenovskyi) и особено родопската съсънка (Anemone rhodopaea). Това е най-красивата едра цветна съсънка. Среща се и в Родопите. Цветовете ѝ са единични, с правилна звънчевидна форма. Венчелисчетата са тъмнолилави отвътре и светлолилави отвън. Многобройните власинки им придават сребрист и пухкав вид, откъдето идва и народното име на съсънката – котенце.
Само в Славянка се среща и изключително редкият балкански ендимит зюндерманова поветица (Convolvulus suendermanii). Красивите ѝ розово-бели и тъмнорозови фуниевидни цветове разнообразяват варовитите сухи каменисти терени на резервата. Красотата ѝ се дължи на сребристобелите власинки, които я покриват.
В Славянка и в резервата се среща и родопско лале (Tulipa rhodopaea), открито, описано и наименувано на латински от чешкия учен Йозев Веленовски. Като балкански ендемит това лале се среща също в Родопите, Македония и Гръцка Тракия. С едрите си тъмно- или виненочервени цветове и с вълнообразните краища на венчелистчетата си е сериозен конкурент по красота на градинските лалета. Сега се използва като изходна форма за селекциониране на културни форми.
Интерес представлява и красивото ендемично наше цвете стрибърнова каменоломка (Saxifraga siribrnyi), която със своите малиненочервени цветове ярко контрастира на белезникавия карстов фон.
Много красив терциерен реликт и балкански ендемит е дългошпорестата теменуга (Viola delfinanta), която в България се среща само по пукнатините на варовиците и на варовитите терени на резервата. Това е извъредно оригинална многогодишна туфеста теменуга с едри розово-червени цветове. Освен в България се среща още в Гърция – в Боздаг планина, на Олимп и на Халкидическия полуостров.
Ендемит на Славянка е и парилската метличина (Centaurea pariliana). Тя има красиви червени цветове и расте по варовити скални терени. Друг ендемит на планината е шахтиевата дрипавка (Crepis schachtii).
От останалите растения заслужават внимание видовете алиботушка боянка (Erysimum slavjankae), краинска (ницова) телчарка (Poligala Nicaeensis), лъжлив зърнастец (Rhamnus fallax) и маслиновидно вълче лико (Daphne Oleoides), което е вечнозелен храст със сиво-черна кора и с окосмени отдолу листа. Цветовете му са бели или белезникави, а плодовете – червени. Също като кошаниновото вълче лико е защитено от закона.

### Животински свят
Животинският свят на Славянка също е богат и разнообразен. Наред с типичните за страната видове – сърна (Capreolus capreolus), дива свиня (Sus scrofa), заек (Lepus europaeus), лисица (Vulpes vulpes), язовец (Meles meles) и други – се срещат и много средиземноморски видове. По-известни са чакалът (Canis aureus), шипобедрената костенурка (Testudo graeca), шипоопашатата костенурка (Testudo hermanni), македонски гущер (Lacerta erchardi), рядката котешка змия (Telescopus fallax) и други. Особено много са средиземноморските представители на безгръбначните животни – над 55 – 60 % от всички безгръбначни в резервата.
Измежду насекомите на Славянка, най-добре са познати пеперудите, и по-точно дневните пеперуди. Изучаването им започва в края на 1920-те с експедициите на учителя Александър Дряновски, един от най-продуктивните и проницателни наши биолози, и Кръстьо Тулешков от Царската Ентомологична Станция в София (интересно е, че едни от първите пеперуди на Алиботуш са събрани лично от цар Борис III). Поради строгия граничен режим по време на комунистическия режим, дълго време след края на Втората Световна война посещения на Алиботуш не са били възможни. Едва през 1992, след облекчаването на достъпа до планината, биологът Здравко Колев започва серия посещения, в резултат на които са открити четири нови вида дневни пеперуди за България (белянката Euchloe penia, синевките Plebeius andronicus, P. nephohiptamenos и P. aroaniensis). Също в биотоп, открит от З. Колев, е потвърдено срещането на сатиридата Hipparchia orestes в България. От тези нови видове всички освен E. penia са балкански ендемити, и всички освен Plebeius aroaniensis се срещат в България единствено в границите на планинската верига Алиботуш-Пирин.

## Резерватът Алиботуш
Биосферен резерват Алиботуш е създаден през 1951 година с Постановление № 1171 на Главно управление на горите от 24 ноември 1951 година с обща площ 1185,8 хектара, за да се запази най-голямото находище на черна мура, която е балкански ендемит. Включен в списъка на ЮНЕСКО по програмата „Човек и природа“ през 1977 година. Няколко пъти е разширяван и площта му е 1628 хектара с буферна зона от 750 хектара. Обхваща територии с различна надморска височина – от 1140 до 2212 m.
По своето богатство и разнообразие на растителни видове Славянка е естествена ботаническа градина, която поради недостъпността си относително е запазила първичния си вид и красота. От ранна пролет до късна есен не спират да цъфтят най-различни и редки за природата растения. На територията на резервата има голям брой балкански и европейски ендемити (черния бор Петродан, Борисова ела, Алиботушки или Пирински чай (Sideritis scardica), Парилската метличина, Славянското котенце и др), както и голям брой реликти (растения от предишни епохи).

## Селища
Поради хорстовия характер на планината в нея няма населени места, но по склоновете и подножията ѝ на българска и гръцка територия са разположени общо 14 села.
- В България – 9 села: Голешево, Калиманци, Катунци, Лехово, Нова Ловча, Парил, Петрово, Пиперица и Яново.
- В Гърция – 5 села: Каракьой (Катафито), Крушево (Ахладохорити), Кърчово (Каридохори), Сенгелово (Ангистро) и Търлис (Ватитопос).
- Исторически села, напуснати и заличени в Гърция (от З на И)  Ходжово, Лехово (Старо Лехово), Ловча.

## Други
На Славянка е наречена улица в квартал „Горна баня“ в София (Карта).

## Топографска карта
- Лист от карта K-34-95. Мащаб: 1 : 100 000.
- Лист от карта K-34-96. Мащаб: 1 : 100 000.